# 盧伊德巴赫河
51°18′18.70″N 6°16′2.10″E / 51.3051944°N 6.2672500°E

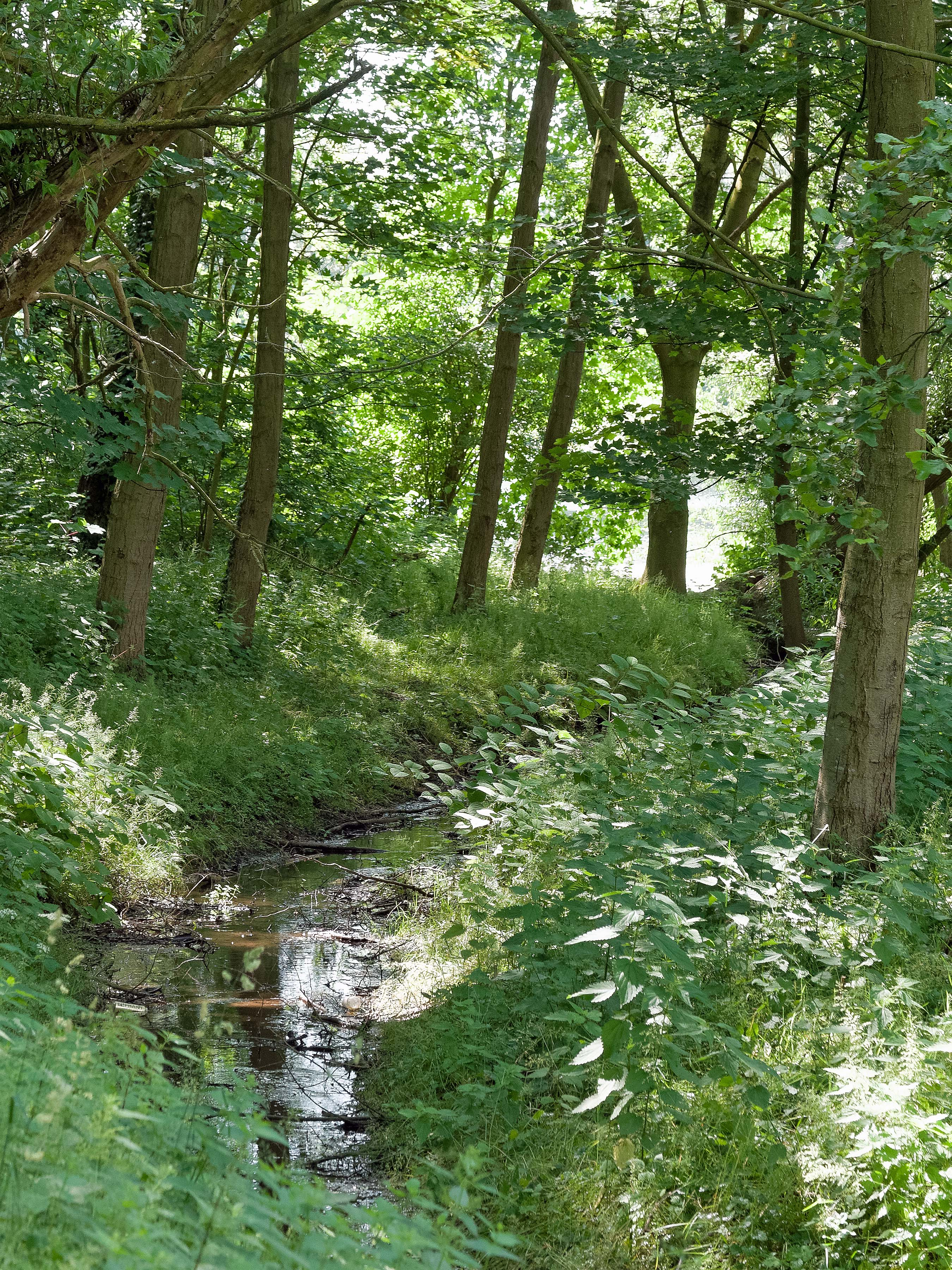
盧伊德巴赫河

盧伊德巴赫河（德語：Luidbach），是德國的河流，位於該國西部，處於北萊茵-威斯特法倫州，屬於內特河的支流，河道全長4.1公里，流域面積7平方公里。